# Dinastia Shun
La dinastia Shun (順朝T, 顺朝S, Shùn cháoP), o Grande Shun (大順T, 大顺S, Dà shùnP) fu una dinastia di breve durata sorta nel periodo di transizione tra la dinastia Ming e quella Qing (vedi Storia della Cina).
La dinastia venne fondata a Xi'an l'8 Febbraio 1644, capodanno lunare, da Li Zicheng, ex funzionario Ming e leader di una grande grande rivolta contadina. Seppure per brevissimo tempo governava su un territorio di 9,1 milioni di kmq, e fu per due anni l'impero più vasto del mondo, amministrando il 28,4 % della popolazione mondiale.
Per evitare rivolte all'inizio Li accettò solamente il titolo di re (王) anziché di imperatore (皇帝), tuttavia il 3 giugno 1644 riuscì a farsi proclamare imperatore della Cina e a confermare il Grande Shun al potere. La cattura di Pechino da parte delle forze Shun, col suicidio dell'imperatore Chongzhen, nell'aprile 1644, segnò la fine della dinastia Ming, ma Li Zicheng fallì nel tentativo di solidificare il suo Mandato del cielo (ricevuto il 5 giugno). Infatti Li Zicheng ordinò ai soldati di uccidere tutti i seguaci dei Ming ancora presenti a Pechino. Ciò provocò forti rivolte, sobillate e guidate dalle forze della dinastia Ming meridionale. Inoltre i ministri Shun erano costantemente in lotta tra di loro per il potere, quindi il governo effettivo della dinastia durò meno di un anno.
Verso la fine del maggio 1644, Li venne sconfitto nella battaglia del passo Shanhai dalle forze congiunte del generale Ming Wu Sangui e del principe Manchu, Dorgon. Egli tornò precipitosamente a Pechino e, ai primi di giugno, Li si auto-proclamò allora imperatore della Cina, lasciando però la capitale in tutta fretta per tornare nella più sicura provincia dello Shaanxi.
La dinastia Shun si concluse con la scomparsa di Li Zicheng nel 1645, quando aveva 40 anni. Alcuni pensano che si sia suicidato impiccandosi, mentre altri sostengono che sia stato ucciso durante la sua fuga. Secondo una tradizione popolare Li sarebbe riuscito a scappare divenendo poi monaco per il resto della sua vita.

## Generali e Ministri
- Niu Jinxing (牛金星), Cancelliere
- Gu Jun'en (顧君恩)
- Li Yan (李岩)
- Song Xiance (宋獻策)
- Liu Zongmin (劉宗敏), generale
- Yuan Zongdi (袁宗第)
- Tian Jianxiu (田見秀)
- Hao Yaoqi (郝搖旗), generale
- Li Guo (李過), generale
- Gao Jie (高傑), generale
- Gao Guiying (高氏), moglie di Li Zicheng e generalessa